# 賴諾瓦
49°29′49″N 23°2′46″E / 49.49694°N 23.04611°E
賴諾瓦（烏克蘭語：Райнова），是烏克蘭西部的村莊，隸屬利維夫州的桑比爾區。該村面積0.79平方公里，海拔高度309米，2001年人口259，人口密度每平方公里329.52人。